# Alfred Klose (Mathematiker)

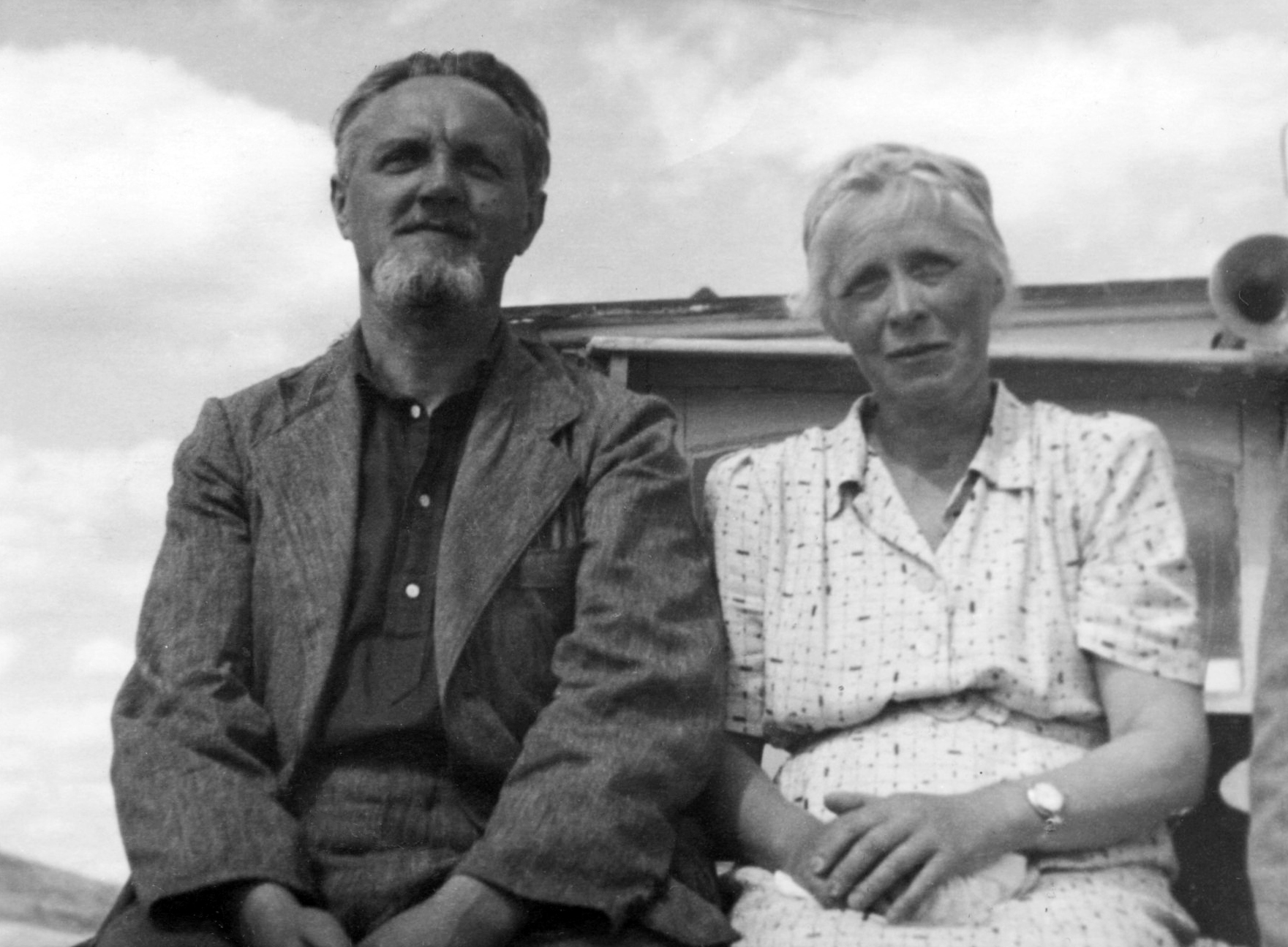
Alfred Klose und Frau, 1948

Wilhelm Rudolf Alfred Klose (* 19. September 1895 in Görlitz; † 21. Februar 1953 in Potsdam) war ein deutscher angewandter Mathematiker und Astronom.

## Leben
Klose studierte ab 1916 in Breslau und Göttingen und war ab 1917 Assistent an der Sternwarte in Breslau. Er wurde 1921 in Breslau bei Alexander Wilkens in Astronomie promoviert (Untersuchungen über die Bewegung des Planeten 189 Phthia). Danach war er an der Universität Greifswald und deren Sternwarte, wo er sich 1922 habilitierte und danach Privatdozent war. 1923 habilitierte er sich an der Humboldt-Universität Berlin um. 1924 wurde er außerordentlicher Professor für Mechanik und theoretische Astronomie in Riga. 
1929 wurde er außerordentlicher Professor für Astronomie in Berlin und nach dem Weggang von Hilda Geiringer 1933 deren Nachfolger als Assistent von Theodor Vahlen am Institut für Angewandte Mathematik. Als Assistent vertrat er Vahlen, der ab 1933 eine Position am Erziehungsministerium einnahm und sich auf seine Arbeit dort konzentrierte, aber 1934 Nachfolger des vertriebenen Richard von Mises geworden war. 1937 wurde er ordentlicher Professor für Angewandte Mathematik und Institutsdirektor. Eigentlich war er wegen seiner Spezialisierung auf Astronomie als ungeeignet eingestuft worden. Eine Rolle dabei spielte die positive Einstufung durch Ludwig Bieberbach und Theodor Vahlen – Klose war aktiver Nationalsozialist; zum 1. Mai 1937 trat er der NSDAP bei (Mitgliedsnummer 4.199.247). Das Institut erlebte einen Niedergang und auch im Zweiten Weltkrieg wurde dort keine kriegswichtige Arbeit geleistet – Klose samt zweier Assistenten wurde stattdessen eingezogen. Er war Laborleiter einer Versuchsstelle des Heereswaffenamts für Raketenversuche in Gottow und am Schießplatz Kummersdorf bei Luckenwalde. Einer seiner Assistenten, Karl-Heinz Boseck (wegen einer Krankheit vom Wehrdienst freigestellt), hatte dagegen als ehemaliger Studentenführer, Mitglied der SS (er richtete im KZ Sachsenhausen eine Abteilung für numerisches Rechnen ein) und fanatischer Nationalsozialist einen großen Einfluss in der mathematischen Fakultät während des Zweiten Weltkriegs.
Klose war 1939 auch im Gespräch um die Nachfolge von Constantin Caratheodory in München (wie u. a. auch Karl Strubecker), was aber trotz positiver Gutachten von Vahlen und Bieberbach (die sich aber für einen Verbleib in Berlin aussprachen) an negativen Einschätzungen durch Oskar Perron scheiterte. Dieser holte Gutachten von Ludwig Prandtl und Friedrich Pfeiffer ein, die den Tenor hatten, Klose wäre auf dem Gebiet der Angewandten Mathematik ein besonders ahnungsloser Ignorant.
1945/46 war er am Nachfolgebetrieb der GEMA in Köpenick und von 1946 bis 1952 (Aktion Ossawakim) als einer der dienstverpflichteten deutschen Wissenschaftler in der Sowjetunion (auf Gorodomlija bei Ostaschkow). 1952/53 war er ordentlicher Professor für Angewandte Mathematik an der Universität Rostock und mit dem Aufbau einer Luftfahrttechnischen Fakultät beauftragt, die dort aber nur kurz bestand.
Zu seinen Doktoranden zählt pro forma Lothar Collatz, der aber als letzter Schüler von Richard von Mises seine Arbeit unter diesem anfertigte und noch 1933 bei diesem privat die Staatsexamensprüfung ablegte. Collatz habilitierte sich auch nicht in Berlin am Institut von Klose, sondern ging nach Karlsruhe und von dort 1943 an die TH Hannover.
Klose gehörte 1936 zu den Herausgebern der Zeitschrift Deutsche Mathematik.